# Myrsine africana
Espèce
Myrsine africana (aussi appelé en anglais Cape myrtle, African boxwood ou thakisa) est une espèce de plantes à fleurs de la famille des Primulaceae. C'est un arbuste indigène en Macaronésie, en Afrique et en Asie du Sud. La plante possède un feuillage dense, vert sombre à rougeâtre et donne des baies violacées de petite taille. Elle résiste jusqu'à -8°C.

## Variétés et synonymie
- Myrsine africana var. acuminata C.Y. Wu & C. Chen
- Myrsine africana var. africana
- Myrsine africana var. bifaria (Wall.) Franch.
- Myrsine africana var. glandulosa J.M. Zhang
- Myrsine africana var. retusa A. DC.
- Myrsine bifaria Wall.
- Myrsine microphylla Hayata
- Myrsine potama D. Don
- Myrsine vaccinifolia Hayata
- Rhamnus myrtillus H. Lév.[2]

## Description
L'arbuste peut atteindre une taille de plus de 2 m. Taillé et cultivé en plein soleil, son port et ses feuilles rappellent le buis. Les feuilles fines, dentées sont d'abord d'un rouge profond, mais à la maturité, elles deviennent vert brillant et sombre. Les fleurs de couleur crème apparaissent au printemps. Les fleurs mâles possèdent des anthères rouges. Les fleurs mâles et femelles sont sur des plantes séparées.
La plante est rustique. Comme elle supporte bien la taille, elle est de plus en plus populaire pour les topiaires et les petites haies.
L'arbuste produit des rejets à partir de son système racinaire. Ces rejets donnent de nouvelles plantes. La plante se propage facilement, également à partir de graines.

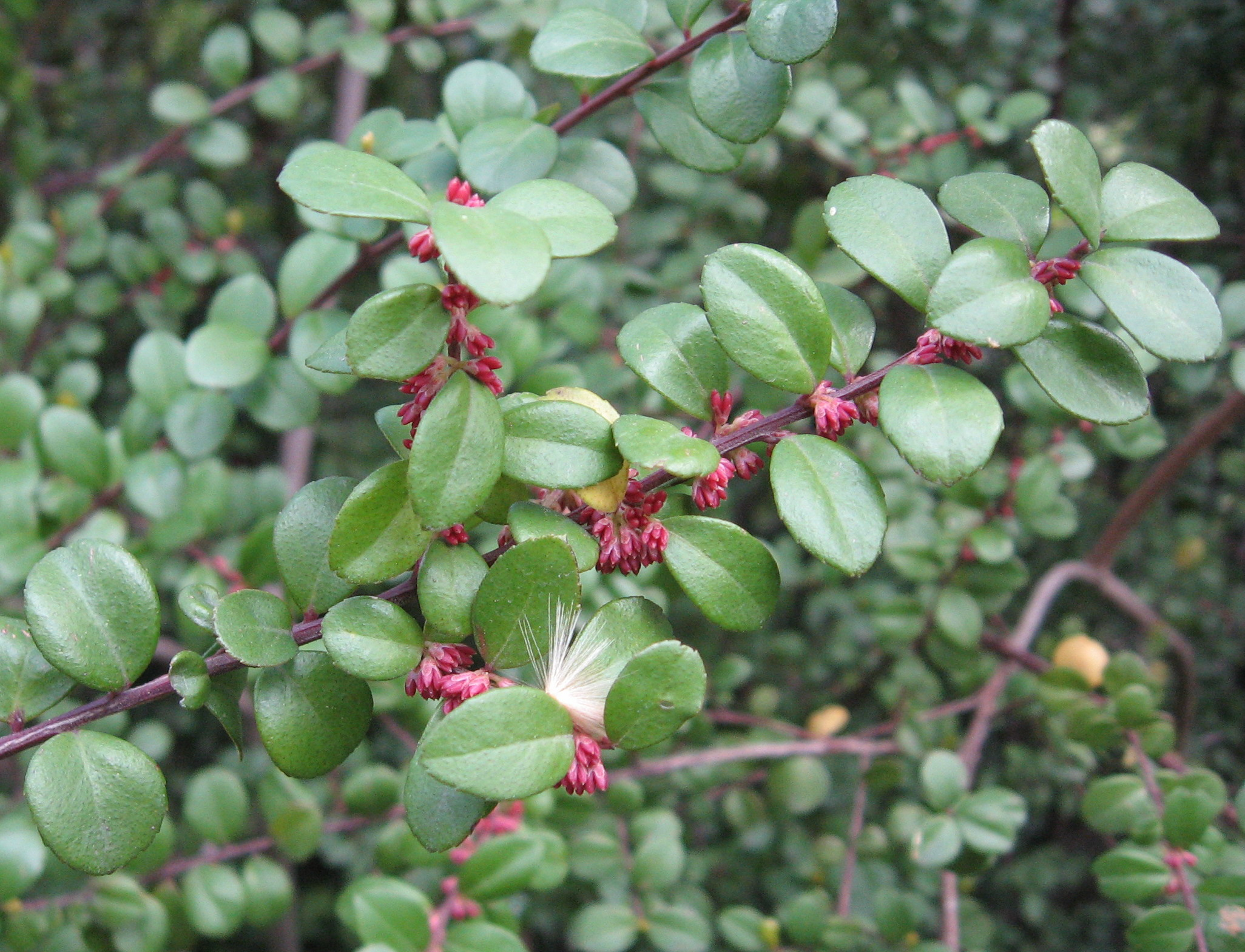
Feuilles ressemblant à celles du buis.
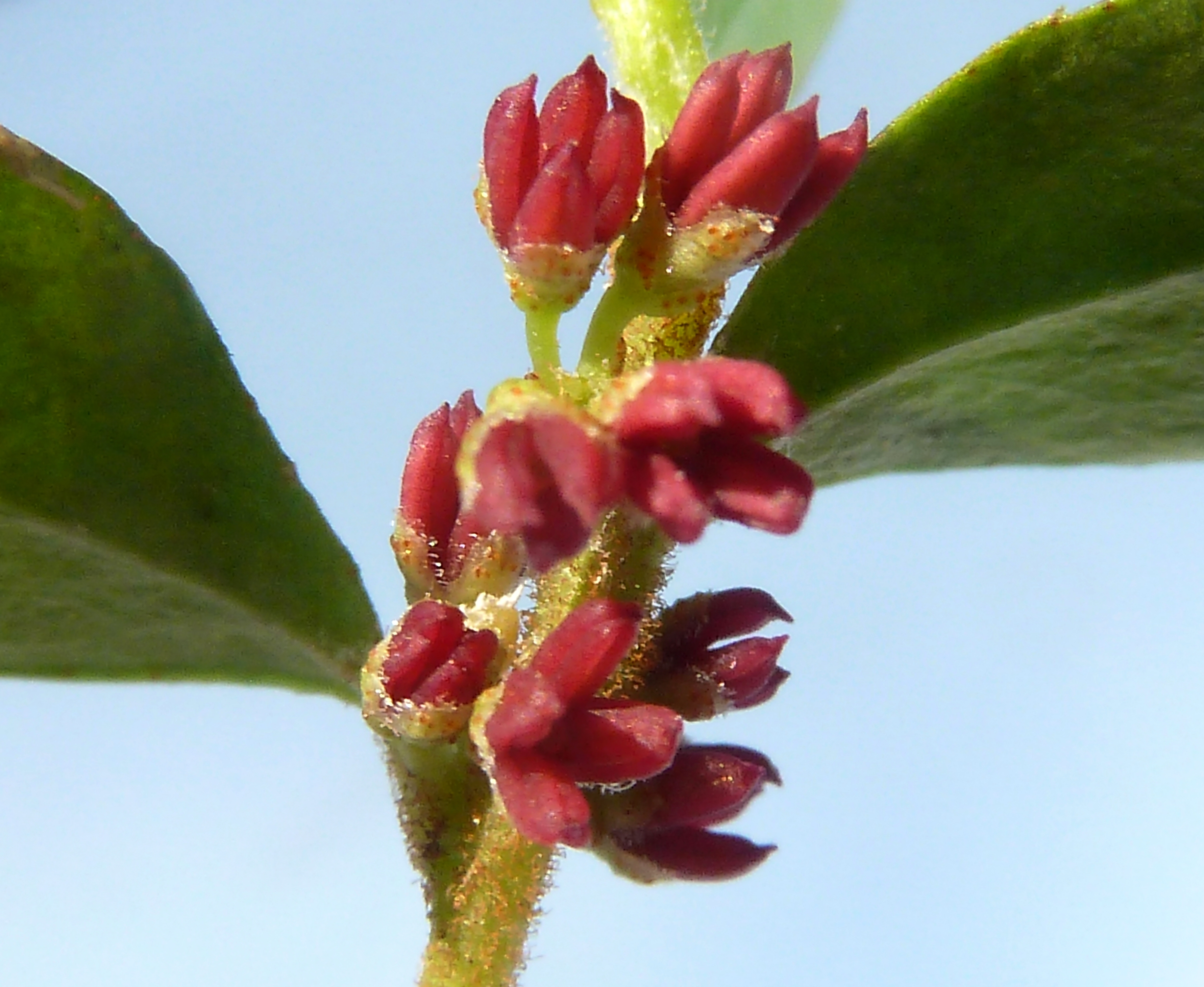
Fleurs de plante mâle avec anthères colorées.
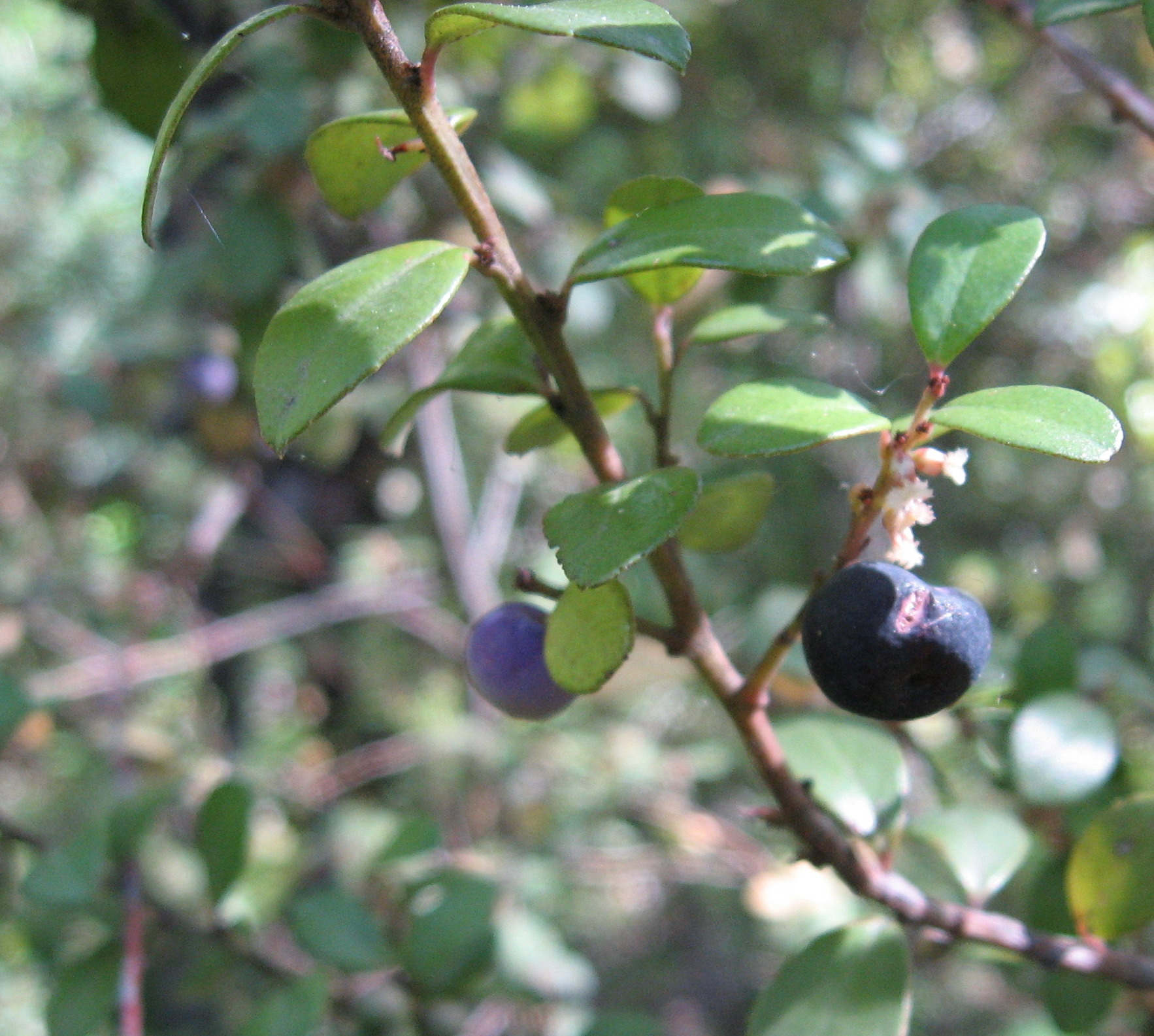
Plante femelle avec des fleurs blanches et des fruits pourpres.